# Storskrald
Storskrald omfatter almindeligvis det kasserede inventar fra en privat ejendom, som ikke kan gå i dagrenovationen eller er omfattet af andre indsamlingsregler (haveaffald, avis- og pap-indsamling, glasindsamling og andet).
Som tommelfingerregel omfattes møbler, der ikke er nagelfaste, havemøbler, grene og stubbe fra træer med elmesyge (De kan ikke komposteres, da sygen så vil brede sig), cykler, store papkasser, urtepotter, de fleste hårde hvidevarer (særlige regler for køle- og frysemøbler). Desuden modtager visse kommuner mindre mængder byggeaffald, typisk 150-500 kg pr. container.
Fejlagtigt smider mange folk også bilbatterier, lysstofrør, malingrester og kemikalier i storskraldet. Dette kategoriseres som miljøaffald (egentlig: miljøfarligt affald) og er til fare for både miljøet og de folk der arbejder med miljøbehandlingen.
De fleste steder indsamles mindre mængder storskrald af kommunale biler eller kommunens underentreprenør på kørselsområdet. Det er forskelligt om affaldet indsamles i containere, skraldebiler, kran- grabbiler eller fladvogne med forskellige rum til forskellige fraktioner. Det bemærkes at selvom storskrald og haveaffald indsamles med skraldebiler, så er det ikke et udtryk for at tingene blandes sammen. Enten er det forskellige biler, eller også kører den samme bil flere runder, hvor den tømmes og normalt vaskes for hver runde.
I de fleste kommuner kan storskrald afleveres på en genbrugsplads, uanset om der ellers er kommunal indsamling af storskrald eller ej. Det er dog altid fornuftigt at undersøge de specifikke regler hvor man bor, da de enkelte kommuner kan have store forskelle i reglerne.